# Diócesis de Shunde
La diócesis de Shunde o de Shunteh (en latín: Dioecesis Scioenteana y en chino: 天主教顺德教区) es una circunscripción eclesiástica de la Iglesia católica en China. Se trata de una diócesis latina, sufragánea de la arquidiócesis de Pekín. Desde 2008 su obispo es Shi Guangdong, aunque para el Anuario Pontificio está vacante desde 1983. En 1980 la Asociación Patriótica Católica China fusionó la diócesis de Shunde con la diócesis de Zhaoxian y con partes de las diócesis de Yongnian y de Jingxian para erigir la diócesis de Xingtai, sin el asentimiento de la Santa Sede. 

## Territorio y organización
La diócesis tiene 4872 km² y extiende su jurisdicción sobre los fieles católicos de rito latino residentes en parte de la provincia de Hebei. 
La sede de la diócesis se encuentra en la ciudad de Xingtai, en donde se halla la Catedral de San José. En Shahe se encuentra la excatedral y santuario de Nuestra Señora de los Cristianos.
En 1950 en la diócesis existían 39 parroquias.

## Historia
La prefectura apostólica de Shunde fue erigida el 2 de marzo de 1933 con el breve Supremum votum del papa Pío XI, obteniendo el territorio del vicariato apostólico de Zhengdingfu (hoy diócesis de Zhengding).
El 13 de enero de 1944 la prefectura apostólica fue elevada al rango de vicariato apostólico con la bula Inter ansietudines del papa Pío XII.
El 11 de abril de 1946 el vicariato apostólico fue elevado a diócesis con la bula Quotidie Nos del papa Pío XII.
El 12 de julio de 1949 la provincia de Hebei fue ocupada por el Partido Comunista de China, que se impuso en la guerra civil y proclamó la República Popular China el 1 de octubre de 1949. Todos los misioneros extranjeros fueron expulsados de China comunista. En 1951 China comunista y la Santa Sede rompieron relaciones diplomáticas, reconociendo la Santa Sede a la República de China en Taiwán como el legítimo gobierno chino.
La Asociación Patriótica Católica China fue creada con el apoyo de la Oficina de Asuntos Religiosos de la República Popular de China en 1957, con el objetivo de controlar las actividades de los católicos en China. Su nombre público es Iglesia católica china y es referida como la "Iglesia oficial" en contraposición a la "Iglesia subterránea" o "Iglesia clandestina" leal a la Santa Sede.
En el período de 1966 a 1976 la Revolución Cultural se ensañó especialmente contra la religión, destruyéndose numerosas iglesias.
En 1980 la Asociación Patriótica Católica China fusionó la diócesis de Shunde con la diócesis de Zhaoxian y con partes de las diócesis de Yongnian y de Jingxian para erigir la diócesis de Xingtai, sin el asentimiento de la Santa Sede. 
El obispo oficial Hou Jin-de, fallecido en 1994, dio su nombre a la primera asociación caritativa católica, la Beifang Jinde, reconocida por el Gobierno chino.
El 22 de septiembre de 2018 se firmó en Pekín el Acuerdo provisional entre la Santa Sede y la República Popular de China sobre el nombramiento de los obispos. El 22 de octubre de 2020 el acuerdo fue prorrogado por otros dos años y en octubre de 2022 por otros dos años más.
Debido a la situación particular de la Iglesia católica en China, la Santa Sede no nombra obispos para las diócesis chinas, que son sedes oficialmente vacantes incluso en presencia de obispos reconocidos por Roma.

## Estadísticas
Según el Anuario Pontificio 1951 la diócesis tenía a fines de 1950 un total de 21 000 fieles bautizados.
| Año                                                                             | Población            | Población | Población      | Sacerdotes | Sacerdotes    | Sacerdotes    | Bautizados por sacerdote | Diáconos permanentes | Religiosos | Religiosos | Parroquias |
| Año                                                                             | Bautizados católicos | Total     | % de católicos | Total      | Clero secular | Clero regular | Bautizados por sacerdote | Diáconos permanentes | Varones    | Mujeres    | Parroquias |
| ------------------------------------------------------------------------------- | -------------------- | --------- | -------------- | ---------- | ------------- | ------------- | ------------------------ | -------------------- | ---------- | ---------- | ---------- |
| 1950                                                                            | 21 000               | 1 150 000 | 1.8            | 26         | 4             | 22            | 807                      |                      |            | 39         |            |
| Fuente: Catholic-Hierarchy, que a su vez toma los datos del Anuario Pontificio. |                      |           |                |            |               |               |                          |                      |            |            |            |

## Episcopologio
- Inácio Krause, C.M. † (26 de octubre de 1933-1983 retirado)
  - Sede vacante
  - Michael Xiao Li-ren † (30 de diciembre de 1982-octubre de 1996 falleció) (obispo clandestino)
  - Joseph Hou Jin-de † (28 de octubre de 1989-20 de mayo de 1994 falleció) (obispo oficial)
  - Sede vacante (1994-2008)
  - Shi Guangdong, desde 2008